# Fons Mallien
Fons Mallien  (Tilburg, 1961) is een voormalige Nederlandse voetballer die tussen 1986 en 1992 uitkwam voor Willem II. Later in zijn leven startte Mallien een carrière als buschauffeur. Sinds augustus 2023 is hij de vaste chauffeur van de spelersbus van Willem II.